# Parafia św. Jana Chrzciciela w Piszu
Parafia Świętego Jana Chrzciciela w Piszu – rzymskokatolicka parafia należąca do dekanatu Pisz diecezji ełckiej. 
Kościół parafialny istniał w Piszu już w 1449 i należał do dekanatu reszelskiego. W okresie reformacji zajęli go protestanci. Odbudowany po pożarze w 1694, w 1838 został rozebrany, bo groził zawaleniem (pozostała tylko wieża) i wybudowano nową nawę w 1843 w kształcie istniejącym obecnie. Po II wojnie światowej przejęli go katolicy i rozebrali boczne balkony. Uratował tę świątynię przed ruiną ks. Bolesław Winkiel, przeprowadzając kapitalny remont kościoła (1962–1965) z pomocą inż. Romualda Kozioła. W latach 1945–1990 był to jedyny kościół katolicki w mieście. 